# Cnoc Na Muirleog
Cnoc Na Muirleog (engelska: Crocknamurleog) är en ort i republiken Irland.   Den ligger i provinsen Ulster, i den norra delen av landet, 230 km nordväst om huvudstaden Dublin. Cnoc Na Muirleog ligger 37 meter över havet och antalet invånare är 415.
Terrängen runt Cnoc Na Muirleog är platt norrut, men söderut är den kuperad. Havet är nära Cnoc Na Muirleog åt nordväst.Runt Cnoc Na Muirleog är det glesbefolkat, med 20 invånare per kvadratkilometer. Närmaste större samhälle är Millford, 15,2 km sydost om Cnoc Na Muirleog. Trakten runt Cnoc Na Muirleog består i huvudsak av gräsmarker.